# Куликовское сельское поселение (Архангельская область)
Куликовское сельское поселение или муниципальное образование «Куликовское» — муниципальное образование со статусом сельского поселения в Красноборском муниципальном районе Архангельской области России.
Соответствует административно-территориальной единице в Красноборском районе — Куликовскому сельсовету.
Административный центр — посёлок Куликово.

## География
Куликовское сельское поселение находится на востоке Красноборского района Архангельской области, на берегах реки Уфтюга.

## История
Муниципальное образование было образовано в 2006 году.
Ранее, эта территория входила в состав Двинской трети Устюжского уезда Архангелогородской губернии, затем — в состав Красноборского уезда.

## Население
| 2005 | 2010  | 2011  | 2012  | 2013  | 2014 | 2015 | 2016 | 2017 |
| ---- | ----- | ----- | ----- | ----- | ---- | ---- | ---- | ---- |
| 1555 | ↘1129 | ↘1121 | ↘1056 | ↘1010 | ↘951 | ↘917 | ↘890 | ↘846 |
| 2018 | 2019  | 2020  | 2021  | 2023  |      |      |      |      |
| ↘799 | ↘753  | ↘715  | ↘685  | ↘623  |      |      |      |      |

## Состав сельского поселения
В состав сельского поселения входят 8 населённых пунктов.
| № | Населённый пункт | Тип населённого пункта          | Население |
| - | ---------------- | ------------------------------- | --------- |
| 1 | Андрюшинская     | деревня                         | →0        |
| 2 | Большая Иховалжа | деревня                         | →0        |
| 3 | Комарово         | посёлок                         | ↘417      |
| 4 | Куликово         | деревня                         | ↘22       |
| 5 | Куликово         | посёлок, административный центр | ↘679      |
| 6 | Малая Иховалжа   | деревня                         | ↘0        |
| 7 | Омутинская       | деревня                         | ↘6        |
| 8 | Поповская        | деревня                         | →5        |